# 新浪微博
新浪微博（英語：Weibo/Sina Weibo，官方名称为微博，俗称博、围脖），是一个由新浪网推出，提供微博客的社交媒体网站。用户可以通过网页、WAP页面、手机移动程序等发布动态，并可上传图片和视频或视频直播，实现即时分享，传播互动。目前，它被称为中国版的Twitter。
新浪微博采用了与新浪博客一样的推广策略，即邀请明星和名人加入开通微博，并对他们进行实名认证，认证后的用户在用户名后会加上一个橙色字母“V”，以示与普通用户、微博达人的区别，同时也可避免冒充名人微博的行为，但微博功能和普通用户是相同的。

## 用户活跃情况
新浪微博是一个基于用户关系的信息分享、传播以及获取信息的平台，它占据中国微博用户总量的57%，以及中国微博活动总量的87%，是中国大陆访问量最大的网站之一。它是由新浪公司于2009年8月推出，截至2012年12月底，新浪微博注册用户已超5亿，同比大幅增长74%，日活跃用户数达到4620万，用户每日发博量超过1亿条。2013年4月29日，阿里巴巴集团入股新浪微博18%股份。
目前微博的邀请的重点从原来的媒体、娱乐明星，转向了中小型大V、其他新媒体平台媒体。同时也有大量政府部门、企业公司和民间组织在新浪微博上开通了账号，将其作为一个发布和交流信息的平台。认证后的群体用户在用户名后会加上一个蓝色字母“V”。
此外，港台演藝圈名人以及在大陸經商的港澳台公司行號、国外名人明星，大多也以新浪微博當作面向中国内地的信息交流窗口。
新浪微博在2018《财富》发布未来50强中排名第二。

## 历史
新浪微博于2009年8月14日开始内测。9月25日，新浪微博正式添加了@功能以及私信功能，此外还提供“评论”和“转发”功能，供用户交流。
新浪微博用户平均每天发布超过1亿条微博内容。除網頁版外，新浪微博也擁有本地客戶端版，目前主流的有微博AIR、Wing微博、微波炉等，新浪微博也推出了官方的本地桌面客户端-微博桌面。
2010年12月1日10時20分，新浪微博出現不能訪問的故障，有部分用户出現“用户不存在”的現象，微博系統要求填写个人资料，并强制退出。新浪微博的訪問於當日14時30分恢復正常，官方解釋事件是由於新浪微博用户量和每日的微博发布量的激增所致的。搜狗CEO王小川則稱該事件是由於微博伺服器進入死循环過程，導致進入首頁後自動跳轉至系統錯誤頁面，4秒後再次自動跳轉至首頁；這對伺服器造成巨大衝擊，從而使伺服器宕機。
2011年3月2日，新浪CEO曹国伟表示，新浪微博注册用户数已超1亿。同時他還透露，新浪將會將微博部門的600人編制擴大至少一倍，並大幅增加對微博的營銷支出。
2011年3月23日起，新浪微博將微博短鏈接域名從sinaurl.cn轉為t.cn。更換域名後，帶鏈接的微博可以多寫三個漢字。
2011年4月7日起，新浪微博正式啟用新域名weibo.com和weibo.cn，同時啟用新版logo。原域名使用不受影響，现有的WAP域名t.sina.cn将自动跳转到weibo.cn。有分析认为，新浪微博可能独立分拆上市。
2011年5月25日，新浪微博新增两种图片水印，在原来右下角网址的基础上，又增加了微博图标和昵称。用户只有以weibo.com的域名登录，才可以在个性设置中更改水印的数量和位置，目前只有超过一定像素的JPEG格式的图片会加水印。
2011年6月，新浪宣布正在开发英文版准备进军海外市场，但是仍然遵守中国的法律。
2011年8月31日，新浪微博宣布公测新版面，加入微相册、好友聊天和微博精选功能，同时改进私信等功能。新版面由两栏改为三栏，用户可以自由切换版面，但是界面不变。用户在10月18日前如需升级的话则需要邀请码。同时推出“专业版”，分成政府版，企业版，媒体版，校园版。（此后新浪微博再次发布了新版面，一般版本和专业版本使用其统一的版面。）
2012年3月16日，新浪微博将与搜狐、网易和腾讯微博共同正式实行微博实名制。
2012年5月16日，新浪公布未经审计的第一季度财报显示，新浪微博用户数已增至3.24亿。
2012年8月29日，新浪微博去掉logo中的“Beta”字样，经过了3年的测试，新浪微博终于变成了正式版。
2013年4月29日，阿里巴巴通过其全资子公司阿里巴巴（中国），以5.86亿美元购入新浪微博公司发行的优先股和普通股，占新浪微博公司全稀释摊薄后总股份的约18％。
2013年7月23日，新浪微博宣佈接入Facebook平台，支持海外用戶通過Facebook帳號登錄新浪微博。新浪微博正式成為中國首家接入Facebook的大型社交平台。
2013年9月5日，新浪微博2500万美元投资移动视频技术公司炫一下B轮，其他投资者包括红点投资、晨兴创投等。炫一下致力于提供移动端视频解决方案，旗下由视频播放开放平台Vitamio。炫一下将与新浪微博在移动段视频领域展开合作，通过秒拍App为新浪微博用户提供10秒短视频。
2014年3月14日，新浪微博（Weibo）宣佈赴美辦理初次公開發行（IPO），計畫募資最多5億美元。微博本次募資所得將用來償還新浪公司的貸款，剩餘的資金則將用於投資技術、產品開發，拓展銷售和營銷工作，並充實營運資金。
2014年3月27日晚，新浪微博悄然正式更名为“微博”，此举被认为是为上市做的准备之一。
2014年4月17日，“微博”正式在美國纳斯达克交易所掛牌上市，以ADR上市，股票代号WB，为中国（中文）社交媒体在NASDAQ上市的第一支股票。当日发行的股价为17美元，收盘时股价大涨3.24美元，为20.24美元。收盘后微博市值为30.4亿美元。
2014年10月13日，新浪微博推出了第6版，相对于之前版本升级需要邀请码，第5版用户只需登陆微博网站，点击个人头像下方的“抢鲜升级新版微博V6”，即可升级到第6版。第6版微博界面也随之调整，改为卡片式风格，但功能升级不大。有媒体称此次微博改版将对抗微信。10月27日，所有仍在使用第5版的用户进行了强制升级。但这些改变并未获得用户的支持，引来一片骂声，例如头像将原来的方形改为圆形，原头像的画面，产生了部分遮挡。微博内部相关人士称，网页版微博升级的初衷是“把PC端和移动端的风格统一，让用户在从PC端向移动端转移时更为容易”。有媒体称此次改版向Facebook看齐。
2015年8月12日中午，新浪微博的图片服务器发生故障，导致配图与博文描述完全不同，其中“延参法师”的微博中被配了一张性感照片。
2016年1月，新浪微博宣布，将取消140字字符限制。该功能计划在1月28日对微博会员开放试用权限，并于2月28日正式对所有用户开放，届时用户可直接发布小于2000字的博文。不过在信息流接口中，若有超过140字的博文，正文维持原展示方式，并会增加新的返回标识。
2017年4月20日，新浪微博CEO王高飞宣布，将限制用户更改昵称的次数。普通用户一年内（按自然年计算）只能更改一次，会员用户可按照等级高低不同更改3-5次；橙V用户只能更改1-2次并需要系统审核通过。
2018年4月7日，謝娜微博粉絲數破億，成為史上第一位微博粉絲數破億的藝人。
2018年7月23日，新浪推出了与即刻相似的资讯类APP鲜知，并可使用微博登录。
2018年10月9日，新浪微博官方宣布，为“进一步营造清朗、健康、文明、有序的平台环境，切实保护未成年人网络空间安全”，决定自2018年11月1日上线的新版本客户端起，暂停对未满14周岁的未成年人开放注册功能。同时，新浪微博正在加紧开发针对未成年人的特别版本，专门提供适宜未成年人浏览和参与的内容及活动。
2019年4月，新浪微博与中国国家图书馆合作，启动“互联网信息战略保存项目”。届时新浪微博上公开发布的博文将被国家图书馆保存。
2019年9月2日，新浪推出社交APP绿洲，与Instagram和小红书类似，需要通过邀请码注册并可以通过微博账号登录，但绿洲与微博内容不相通。
2020年6月，中国国家互联网信息办公室约谈新浪微博负责人，指責新浪微博在蒋凡舆论事件中干扰网上传播秩序和传播违法违规信息，要求其立即整改，从6月10日下午3时至6月17日下午3时暂停更新微博热搜榜。
2022年3月起，针对俄乌战争议题引发的舆论战，新浪微博向部分用户开放真实地理位置显示功能，以打击冒称在战争前线混淆视听或博取流量者；其中中国大陆境内精确到省一级，境外精确到所在国家或地区。该功能由关键词触发，用户不能手动开启或关闭。之后这一功能进一步扩展到其它议题上，如COVID-19疫情、性别对立、涉境外势力争议等。2022年4月28日起，新浪微博全部開啟用户及评论展示IP属地功能，該功能用户无法关闭。
2022年7月13日，新浪微博表示将对站内利用谐音字、变体字等错别字发布、传播的行为开展集中整治。
2023年10月，新浪微博宣布10月底之前，所有超过一百万粉丝的大V用户将会实施前台实名。从周一开始，新浪微博陆续向拥有100万粉丝以上的用户发出通知，十月底之前，前台要展示个人姓名，50万粉丝的用户将在十二月底之前展示实名。符合标准的大V用户将会收到“微博客服专员”的通知：
为进一步落实自媒体用户管理规定，100万粉丝以上的自媒体账号需要在10月底之前进行前台实名，全网所有平台统一执行。以微博为例，需要将您的真实姓名在您的微博资料页上公开展示。提前同步您知晓。
通知表示，以个人日常生活分享为主的领域账号，例如美食、美妆等领域不受此次实名要求影响，但时政、财经、娱乐等领域账号必须实名。上述消息传出后，微博平台股急插，微博（9898）半日跌4.02%至95.4元
2023年10月31日新浪微博正式开始实施前台实名，微博管理员发布前台实名公告：
为营造安全、文明、和谐的网络生态环境，增强平台头部“自媒体”账号的可信度及权威性，站方将于近期引导头部“自媒体”账号进行前台实名展示，以此进一步规范“自媒体”账号运营管理，更便于公众为社会公共利益实施监督。具体说明如下：

1. 站方将于近期引导社会时事、军事、财经、法律、医疗等专业领域100万粉丝以上的“自媒体”账号填写实名信息，后续将逐步扩大到相关领域50万粉丝以上的“自媒体”账号，经用户同意后进行前台实名展示。

2. 普通用户及以个人日常生活分享为主的领域账号不受前台实名展示的影响。

3. 用户填写实名信息后，将在个人资料页展示用户的真实姓名。对于未登录的游客用户、未通过真实身份信息验证的用户、行为异常用户以及近期因不友善行为被处置的用户，禁止查看其他用户前台实名信息。

4. 站方将通过私信告知需进行前台实名展示的用户，用户可通过私信链接引导进行前台实名信息填写。

5. 接收到私信引导但未进行前台实名信息填写的用户，其账号的流量和收入将受到部分限制，包括推荐流展示限制、热搜展示限制、广告分成限制、打赏收入限制等。

各平台的头部“自媒体”大V因其拥有的社会影响力，在讨论社会时事热点时，具有远超普通用户的舆论引导作用，而前台实名的实施正是为了推动大V承担起与话语能量相匹配的责任，从而进一步推进网络舆论生态治理。后续，站方将不断优化并完善前台实名展示流程及规则，在压实平台主体责任的同时积极提升用户体验。同时，站方也感谢广大用户对前台实名的积极支持与配合，微博愿与各界力量携手，共同营造清朗的网络空间。

## 管理团队
董事长：曹国伟
CEO：王高飞
副总裁：曹菲
高级副总裁：葛景栋

## 认证制度
新浪微博与Twitter一样实行认证制度，对名人、企业、机构等进行认证。当一个用户通过认证后，其微博用户名后将会加上橙色“V”的图示，企业、机构、组织则显示蓝色的“V”，其微博主页上也会出现“新浪认证”的图示和说明。获得认证的用户不能随意修改昵称，否则可能会需要重新进行认证。
目前新浪微博的认证已由过去的电邮資料改为在线提交資料。
2011年，新浪承认有个别新浪微博内部人员违反规定进行付费加V认证服务，此行为后来得到制止。

### 个人认证
新浪微博邀请明星和名人加入开设微型博客，并对他们进行实名认证，认证后会在用户名后加上一个橙色字母“V”，以示与普通用户的区别，但认证用户和普通用户没有功能上的差别。
认证的对象主要是各行业的明星、企业高管和重要的新闻当事人等，以及各种自媒体爱好者。
目前进行个人认证需先上传头像、绑定手机，关注30名用户并获得100名用户的关注（包含两位橙V认证用户并与他们互相关注），之后才可在线提交身份认证材料。
在获得橙色字母“V”后，若上月微博被阅读数大于100万，或上月微博视频播放量大于100万的前提下，即可升级成“微博签约自媒体”，即认证后加上一个红色字母“V”。而在升级红色字母“V”后，若下月微博阅读量不达标，则会降级为橙色字母“V”。

#### 代表委员
新浪微博曾在2011年两会期间推出的针对全国人大代表或全国政协委员的认证。现并入个人认证。

### 机构认证
目前除网站和应用官方认证外，都需要提交盖有公章的认证公函扫描件。认证后会在用户名后加上一个蓝色字母“V”。

#### 政府
政府认证的对象是市政府、公安机关、司法、交通、旅游、医院、卫生、市政、工商等机构的官方帐号。认证后会在用户名后加上一个蓝色字母“V”。

#### 媒体
媒体认证的对象是电视、广播、平面或网络传媒在新浪微博开设的官方账号。媒体认证不等于媒体从业人员认证，后者属于个人认证。认证后会在用户名后加上一个蓝色字母“V”。

#### 企业
为了方便企业在微博上进行宣传，新浪会对企业进行认证。与名人认证相同，经过企业认证后的用户名后也会加上一个字母“V”。

有营业执照和公章的盈利型各类企业、公司的官方帐号均可申请企业认证。认证后会在用户名后加上一个蓝色字母“V”。

#### 校园
原高校认证，是提供给各大院校或其下属机构以及该校校友会等组织的认证方式。认证后会在用户名后加上一个蓝色字母“V”。

#### 机构/团体认证
原机构认证，是提供给图书馆、博物馆、美术馆、粉丝团体、体育俱乐部、车友俱乐部、影视话剧等官方帐号的认证方式。认证后会在用户名后加上一个蓝色字母“V”。

#### 网站
网站认证的对象是商业网站或具备一定知名度的个人网站（需要有独立域名），淘宝店铺暂不能通过认证，无信息产业部备案信息的网站通过认证可能有难度。认证后会在用户名后加上一个蓝色字母“V”。

#### 应用
此项仅限为新浪微博开发应用的用户申请。认证后会在用户名后加上一个蓝色字母“V”。

### 微博达人
普通用户凡绑定手机号、达到一定的微博数、关注人数、粉丝数、互粉五项达标可申请微博达人。后因业务调整、产品升级，微博达人自2017年5月15日停止申请，同时下线达人产品，原有达人用户仍保留状态，该产品随后被微博自媒体（微博大V认证）取代。

## 荣誉
| 年份       | 奖项                                     | 颁奖单位                         |
| ---------- | ---------------------------------------- | -------------------------------- |
| 2014-2018  | 最受尊敬社会推动企业                     | 经济观察报                       |
| 2016       | 2016大学生至爱品牌                       | 中国经营报                       |
| 2012       | 中国新媒体十大创新品牌                   | 第二届中国微博大会组委会         |
| 2011       | 品牌中国大奖－最具人气奖                 | 第五届中国品牌节组委会           |
| 2010－2011 | 中国IT品牌风云榜                         | 电脑报                           |
| 2011       | 网络传媒品牌奖                           | 中国国际网络文化博览会           |
| 2011       | 媒体支持奖                               | 中国扶贫基金会                   |
| 2011       | 中关村十大新锐品牌                       | 品牌中国                         |
| 2010       | 最美2010年度风尚产品                     | 精品传媒                         |
| 2010       | 年度传媒网站                             | 新周刊                           |
| 2010       | 第三届中国广告主金远奖                   | 广告主市场观察                   |
| 2010       | 新十年中国社会化网络媒体营销未来之星大奖 | 广告主市场观察                   |
| 2010       | 最中国2010年度中国创新人物大奖           | 芭莎男士                         |
| 2010       | 年度风尚新媒体                           | 浙江卫视风尚盛典                 |
| 2010       | 金网奖                                   | 中国互联网协会                   |
| 2010       | 第五届北京影响力北京人奖－创新奖         | 北京影响力                       |
| 2010       | 最佳社交应用产品                         | 中国互联网创新产品评选           |
| 2010       | 最佳人气产品                             | 中国互联网创新产品评选           |
| 2010       | 年度移动互联网影响力应用                 | 移动互联网产业发展国际论坛组委会 |
| 2009－2010 | 艾瑞新经济奖－中国最佳微博               | 艾瑞咨询集团                     |
| 2010       | 中国互联网产业年度贡献奖                 | 中国网民文化节组委会             |
| 2010       | 网络创新营销产品奖                       | 中国互联网协会                   |
| 2010       | 中国最具投资价值媒体                     | 史坦国际                         |
| 2010       | 中国互联网产业百强                       | 中国网民文化节组委会             |
| 2010       | 最佳微博互动营销平台                     | 中国网络营销大会组委会           |
| 2010       | 第二届中国网民文化节最佳组织奖           | 中国网民文化节组委会             |
| 2009       | 年度影响力时尚事件                       | 精品传媒                         |

## 爭議
“对新浪微博的争议”主要介绍在使用新浪微博时存在或曾经存在的争议问题，如“殭屍粉絲”、“内容審查”、“特殊賬戶的處理”等。习近平上台后出现了一些声称新浪微博热门帐号被官方删除或者给予他人的声音。2018年发生大规模账号封禁，删除。用户发帖，回复被屏蔽等等一系列限制言论的行为。

## 相关事件
由于新浪微博的信息传播高效性和广泛性，很多新鲜事物或事件是通过该服务得到广泛认知和关注。
- 卢湾区红十字会高额餐饮费事件
- 辟谣联盟
- 浙大CCNT实验室饮水机（浙大软院418寝室热水器）
- 郭美美事件
- 杜甫很忙
- 丁锦昊事件
- 习近平吃包子事件
- 包贝尔婚礼闹伴娘事件
- 许静事件
- 肖战粉丝举报事件
- 彭帅事件
- 俄罗斯入侵乌克兰

### 引用
1. ↑  . 国家企业信用信息公示系统.   [2020-01-29].[永久]
2. ↑  . 凤凰网.   [2018-12-06]. （原始内容存档于2018-12-06）.
3. ↑  . 网易体育. 2020-07-05  [2020-07-06]. （原始内容存档于2021-08-31）.
4. ↑  . 中国青年报. 2010-02-11  [2021-08-31]. （原始内容存档于2021-08-31）.
5. ↑  . ZOZO FashionTechNews.   [2020-01-28]. （原始内容存档于2020-12-02） （日语）.
6. ↑  .   [2012-04-03]. （原始内容存档于2012-05-13）.
7. ↑  . 新浪科技.   [2011-07-15]. （原始内容存档于2021-03-10）.
8. ↑  . 新浪科技.   [2011-07-15]. （原始内容存档于2021-01-16）.
9. ↑  . 国际人民网.   [2011-07-15]. （原始内容存档于2012-01-16）.
10. ↑  网易科技. . 网易科技报道. 2013-04-29  [2013-10-19]. （原始内容存档于2021-02-18）.
11. ↑  . news.sina.com.cn.   [2020-01-28]. （原始内容存档于2021-03-10）.
12. ↑  . PingWest 品玩.   [2020-01-27]. （原始内容存档于2021-03-10）.
13. ↑  . 新浪网.   [2018-12-06]. （原始内容存档于2021-03-10）.
14. ↑  . www.sohu.com. 2017-09-24  [2018-05-28]. （原始内容存档于2021-03-10）.
15. 1 2  新浪微博. . 新浪网. 2010年12月1日  [2011-03-10]. （原始内容存档于2010-12-06） （中文（简体））.
16. 1 2  pestwave. . 36氪. 2010-12-01  [2011-03-10] （中文（简体））.[永久]
17. ↑  . 新浪科技. 2011-03-02  [2011-03-05]. （原始内容存档于2011-03-05）.
18. ↑  席佳琳 译者/何黎. . 英国《金融时报》. 2011年3月4日  [2011-03-06]. （原始内容存档于2021-03-10） （中文（简体））.
19. ↑  . 新京报. 2011年3月31日  [2011-04-07]. （原始内容存档于2011-11-21）.
20. ↑  . 新浪科技. 2011年4月7日  [2011-04-07]. （原始内容存档于2019-02-27）.
21. ↑  . 新京报. 2011年4月7日  [2011-04-07]. （原始内容存档于2021-03-10）.
22. ↑  . 华西都市报. 2011年4月7日  [2011-04-07]. （原始内容存档于2021-03-10）.
23. ↑  Owen Fletcher. . 华尔街日报. 2011-06-09  [2011-06-09]. （原始内容存档于2011-10-15）.
24. ↑  新浪微博新版三栏布局开放公测 （页面存档备份，存于）——cnBeta
25. ↑  新版新浪微博7大功能详细解读 （页面存档备份，存于）——cnBeta
26. ↑  .   [2021-06-26]. （原始内容存档于2020-08-07）.
27. ↑  .   [2012-05-26]. （原始内容存档于2021-03-10）.
28. ↑  cnBeta. .   [2012-08-29]. （原始内容存档于2020-06-14）.
29. ↑  . paper.wenweipo.com.   [2018-05-28]. （原始内容存档于2021-03-10）.
30. ↑  Techweb. .   [2014-01-28]. （原始内容存档于2021-03-10）.
31. ↑  鉅亨網. . 鉅亨網. 2014-03-17  [2014-03-17]. （原始内容存档于2015-03-21）.
32. ↑  . 中国经济网.   [2014-03-28]. （原始内容存档于2020-12-24）.
33. ↑  Patrick M. Sheridan. . CNN Money. 2014-04-17  [2014-04-17]. （原始内容存档于2020-02-14）.
34. ↑  明霄. .   [2014-04-18]. （原始内容存档于2021-03-10）.
35. ↑  .   [2014-10-19]. （原始内容存档于2021-03-10）.
36. ↑  网易. .[永久]
37. ↑  网易. .   [2014-11-01]. （原始内容存档于2014-11-01）.
38. ↑  .   [2014-11-01]. （原始内容存档于2014-11-01）.
39. ↑  .   [2015-08-13]. （原始内容存档于2019-05-13）.
40. ↑  . 动点科技.   [2016-01-21]. （原始内容存档于2021-03-10）.
41. ↑  . IT之家. 2017-04-20  [2018-01-25]. （原始内容存档于2021-03-10）.
42. ↑  . 微博客服.   [2018-01-24]. （原始内容存档于2021-03-10）.
43. ↑  . 澎湃新闻. 2018-10-09  [2018-10-10]. （原始内容存档于2021-03-10）.
44. ↑  . 中国之声. 2019-04-23  [2019-04-26]. （原始内容存档于2021-03-10）.
45. ↑  .   [2020-06-10]. （原始内容存档于2020-06-24）.
46. ↑  .   [2022-04-28]. （原始内容存档于2022-04-28）.
47. ↑  .   [2022-07-14]. （原始内容存档于2022-08-22）.
48. ↑  . 自由亚洲电台.   [2023-10-21]. （原始内容存档于2023-10-26）.
49. ↑  . 自由亚洲电台.   [2023-10-21]. （原始内容存档于2023-11-01）.
50. ↑  微博管理员. . weibo.   [2023-11-01]. （原始内容存档于2023-12-27）.
51. ↑  . 新浪网.   [2018-12-06]. （原始内容存档于2018-12-05）.
52. ↑  . 华尔街财经网.   [2018-12-06]. （原始内容存档于2021-03-10）.
53. ↑  .   [2011-05-26]. （原始内容存档于2011-05-03）.
54. ↑  周宁,逯寒青. . 北京晨报. 2011-06-26  [2011-06-26]. （原始内容存档于2020-06-04）.
55. ↑  .   [2018-01-24]. （原始内容存档于2021-03-10）.
56. ↑  . 2010年8月25日  [2010-11-07]. （原始内容存档于2021-03-10）.
57. ↑  这里的互粉指用户和一个同样绑定手机号的用户互粉。
58. ↑  .   [2011-08-10]. （原始内容存档于2019-05-25）.
59. ↑  . 网易.   [2018-12-06]. （原始内容存档于2018-12-06）.
60. ↑  . 新浪网.   [2018-12-06]. （原始内容存档于2021-03-10）.
61. ↑  . 新浪网.   [2018-12-06]. （原始内容存档于2020-12-24）.
62. ↑  . 中国互联网协会.   [2018-12-06]. （原始内容存档于2021-01-12）.